# Владе Лазаревський
Владе Лазаревський (мак. Владе Лазаревски, нар. 9 червня 1983, Куманово) — македонський футболіст, захисник. Виступав за національну збірну Македонії.

## Клубна кар'єра
У дорослому футболі дебютував 2000 року виступами за команду клубу «Куманово», в якій провів один сезон.
Своєю грою привернув увагу представників тренерського штабу клубу «Напредак» (Крушевац), до складу якого приєднався 2001 року. Відіграв за клуб з Крушеваца наступні чотири сезони своєї ігрової кар'єри.
Влітку 2005 року уклав контракт з «Дискоболією», у складі якої провів наступні два з половиною роки своєї кар'єри гравця.
Після цього з січня по червень 2008 року на правах оренди захищав кольори «Металіста», а по завершенні оренди один сезон захищав кольори «Полонії». Більшість часу, проведеного у складі «Полонії», був основним гравцем захисту команди.
Згодом грав у складі «Карпат» (Львів), «Рієки» та «Локомотива» (Астана), проте в жодному з клубів не зміг пробитися до основної команди.
До складу «Ам'єна», що виступав у французькій Лізі 2, приєднався влітку 2011 року на правах вільного агента, але протягом сезону грав виключно за дублюючу команду. Після цього грав за сербське «Смедерево», албанську «Фламуртарі», боснійську «Звєзду» (Градачац), а також знову сербські клуби «Раднички» (Ниш) та «Напредак», проте ніде надовго не затримувався.

## Виступи за збірну
2005 року дебютував в офіційних матчах у складі національної збірної Македонії грою проти збірної Вірменії, що завершилася перемогою балканців з рахунком 4-0.
Всього провів у формі головної команди країни 42 матчі.

## Досягнення
- Володар Кубка Польщі: 2006–07
- Володар Кубка польської ліги: 2006–07, 2007–08
- Бронзовий призер Чемпіонату Польщі: 2007–08
- Найкращий легіонер Чемпіонату Польщі: 2006–07
- Бронзовий призер Чемпіонату України: 2007–08
- Володар Кубка Казахстану: 2010
- Володар Суперкубка Казахстану: 2011